# Wells
Wells je malé město v anglickém hrabství Somerset. Jeho jméno je odvozeno ze tří zřídel (well anglicky zřídlo) zasvěcených svatému Ondřeji. Jedno se nachází na tržišti a další dva v prostorách biskupství a katedrály. Ve středověku jim byly přisuzovány léčivé vlastnosti.

## Historie

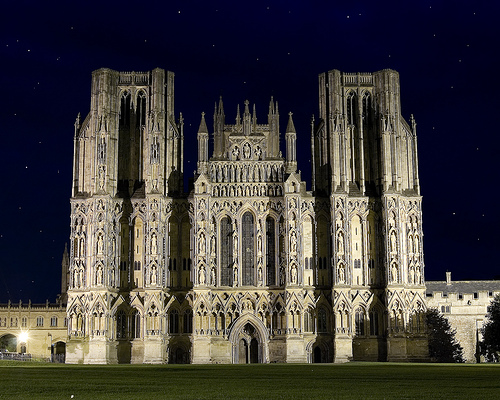
Wellská katedrála v noci

Město bylo osídleno již v době vlády Římanů ale důležitým centrem se stalo až pod Sasy, kdy v roce 704 král Ine z Wessexu nechal postavit kostel. Po dvou stech letech se tento kostel stal sídlem místního biskupa ale od roku 1091 přesídlilo biskupství do Bathu. Wells se stal samosprávným obvodem roku 1160 kdy mu toto privilegium udělil biskup Robert. Pořádání trhu bylo ve městě povoleno již předtím. V pozemkové knize z roku 1086 je město uváděno jako Welle.
V době občanské války používali parlamentaristé katedrálu jako stáj pro své koně. V té době byla poškozena většina soch, které se staly terči při nácviku střelby.
V průběhu druhé světové války byl Strobery Park místem, kde byl zřízen internační tábor pro italské a později i německé válečné zajatce.

## Turistické atrakce
Wells je atraktivní pro turisty svými historickými památkami, blízkosti k Bathu a Stonehenge a malou vzdáleností k somersetskému pobřeží.
Největší turistickou zajímavostí je Wellská katedrála. Je sídlem anglikánské diecéze Bath a Wells. Některé části pocházejí z 10. století. Je známá stropními malbami, kaplí, mozaikovými okny a pozoruhodnými oblouky podepírajícími hlavní chrámovou loď. Její další zvláštností je západní průčelí s asi 356 sochami.
Biskupský palác byl sídlem diecéze Bath a Wells více než 800 let. Dvorana a kaple pocházejí ze 14. století a součástí paláce jsou i rozlehlé paláce. Vicar's Close je jedna z nejstarších existujících ulicí na světě, s původní dlažbou z kočičích hlav. Kostel svatého Cuthberta, občas zaměňovaný s katedrálou, pochází z 13. století.
V roce 2006 se zde natáčelo většina scén z filmu Jednotka příliš rychlého nasazení. Nicholas Angel (Simon Pegg) zde ve filmu bydlí ve Swan Hotel (Labutím hotelu), kde zároveň přebývá většina lidí ze štábu.

## Slavní rodáci
Ve Wellsu se narodila atletka Mary Randová, rozená Bignalová (narozená 10. února 1940), olympijská vítězka ve skoku do dálky z roku 1964, historicky první britská žena, která dokázala v atletice získat zlatou olympijskou medaili.